# Odontochilus crispus
Odontochilus crispus är en orkidéart som först beskrevs av John Lindley, och fick sitt nu gällande namn av Joseph Dalton Hooker. Odontochilus crispus ingår i släktet Odontochilus och familjen orkidéer. Inga underarter finns listade i Catalogue of Life.